# Kinosternon durangoense
Espèce
Synonymes
- Kinosternon flavescens durangoense Iverson, 1979

Statut de conservation UICN

 DD  : Données insuffisantes
Kinosternon durangoense est une espèce de tortues de la famille des Kinosternidae.

## Répartition
Cette espèce est endémique du Mexique. Elle se rencontre dans les États de Chihuahua, de Coahuila et de Durango.

## Étymologie
Son nom d'espèce, composé de durango et du suffixe latin -ense, « qui vit dans, qui habite », lui a été donné en référence au lieu de sa découverte, l'État de Durango.

## Publication originale
- Iverson, 1979 : A taxonomic reappraisal of the yellow mud turtle, Kinosternon flavescens (Testudines: Kinosternidae). Copeia, vol. 1979, no 2, p. 212–225 (texte intégral).